# ドーパミン作動性ニューロン
ドーパミン作動性ニューロン（—さどうせい—、dopaminergic neuron）は神経伝達物質としてドーパミンを放出するニューロンである。

## 哺乳類のドーパミン作動性ニューロン
以下のような分類整理がなされている。
A8細胞群
赤核後方部 (RRF) の中脳辺縁系投射をするドーパミン作動性ニューロン。A10とともに大脳辺縁系に投射し、中脳辺縁系を構成する。
A9細胞群
黒質緻密部 (SNc) の中脳線条体投射をするドーパミン作動性ニューロン。一部はA10とともに前頭前皮質に投射し、中脳皮質系を構成する。
A10細胞群
腹側被蓋野 (VTA) の中脳辺縁系投射をするドーパミン作動性ニューロン。
A11細胞群
尾側中脳間脳水道周囲灰白質 (caudal mesodiencephalic periaqueductal gray, PAG) のドーパミン作動性ニューロン。A13, A14とともに視床下部に投射、また脊髄側角に投射し、視床下部脊髄路を構成する。
A12細胞群
弓状核から正中隆起、下垂体中間葉、下垂体後葉に終わり、隆起漏斗ドーパミン作動系を構成する。
A13細胞群
不確帯 (zona incerta, ZI) のドーパミン作動性ニューロン。A11の一部とともに視床下部に投射し、不確帯視床下部ドーパミン作動系を構成する。
A14細胞群
視床下部のドーパミン作動性ニューロン。A11の一部とともに視床下部に投射し、不確帯視床下部ドーパミン作動系を構成する。
A15細胞群
視床下部のドーパミン作動性ニューロン。
A16細胞群
嗅球の periglomerular cell。
A17細胞群
網膜のドーパミン作動性ニューロン。